# Allocosa marshalli
Allocosa marshalli är en spindelart som först beskrevs av Pocock 1901.  Allocosa marshalli ingår i släktet Allocosa och familjen vargspindlar. Inga underarter finns listade i Catalogue of Life.